# 沢村 (岐阜県)
沢村（さわむら）はかつて岐阜県郡上郡に存在した村である。
現在の郡上市和良町沢に該当する。

## 歴史
- 江戸時代中期、沢村は上沢村と下沢村に分立する。
- 1875年（明治8年） - 上沢村と下沢村が合併し、沢村となる。
- 1889年（明治22年）7月1日 - 町村制により沢村が発足。
- 1894年（明治27年）7月21日 - 鹿倉村、宮代村、野尻村、三庫村、横野村、宮地村、法師丸村、下洞村、土京村、方須村と合併し和良村が発足。同日沢村廃止。